# Alexis Proffitt
Alexis Walentyna Proffitt (29 gennaio 1975) è un'ex cestista statunitense.
È la moglie di Jeff Nordgaard.

## Carriera
Ala-pivot di 188 cm, ha giocato in Serie A1 con Messina.